# Chiến tranh Tigray
Chiến tranh Tigray là một cuộc xung đột vũ trang tại Vùng Tigray của Ethiopia từ ngày 3 tháng 11 năm 2020 đến ngày 3 tháng 11 năm 2022 giữa lực lượng đặc biệt Vùng Tigray (do Mặt trận Giải phóng Nhân dân Tigray lãnh đạo) và Lực lượng Quốc phòng Ethiopia liên minh với các lực lượng đặc biệt của Vùng Amhara.
Xung đột bắt nguồn từ việc Thủ tướng Abiy Ahmed tìm cách điều chỉnh nền chính trị của đất nước loại bỏ chủ nghĩa liên bang sắc tộc, một hệ thống chính trị chia sẻ quyền lực dựa trên sắc tộc vốn mang lại quyền kiểm soát khu vực cho các nhóm dân tộc, một trong số đó là người thiểu số Tigray. Bằng cách hợp nhất các khu vực và các đảng dân tộc bởi Mặt trận Dân chủ Cách mạng Nhân dân Ethiopia, vốn đã cai trị Ethiopia trong 30 năm, thành Đảng Thịnh vượng với ảnh hưởng lan rộng trên toàn quốc, Abiy đã đe dọa quyền lực của Mặt trận Giải phóng Nhân dân Tigray (TPLF), một lực lượng quân sự và chính trị, là thực thể bên trong Ethiopia, đại diện cho nhiều dân tộc chiếm khoảng 6% dân số. TPLF từ chối gia nhập đảng mới, tạo ra căng thẳng giữa hai bên và cáo buộc rằng Abiy Ahmed là một người cai trị bất hợp pháp vì ông đã dời lại cuộc tổng tuyển cử dự định được tổ chức vào ngày 29 tháng 8 năm 2020 sang một ngày không xác định vào năm 2021, với lý do COVID -19. TPLF đã tiến hành các cuộc bầu cử cấp khu vực ở Tigray vào tháng 9 năm 2020 để chống lại chính phủ liên bang, vốn coi cuộc bầu cử là bất hợp pháp.
Nguyên nhân bùng nổ xung đột là một cuộc tấn công xảy ra vào ngày 4 tháng 11 năm 2020 bởi lực lượng Tigray nhằm vào trụ sở Bộ chỉ huy phía Bắc của Lực lượng Phòng vệ Quốc gia Ethiopia (ENDF), cánh quân phòng thủ của Chính phủ Ethiopia.

## Bối cảnh

### Lịch sử / chính trị
Sau khi Nội chiến Ethiopia kết thúc năm 1991, Ethiopia trở thành một quốc gia đa đảng phái dưới sự cai trị của Mặt trận Dân chủ Cách mạng Nhân dân Ethiopia (EPRDF), một liên minh các đảng phái dựa trên sắc tộc mà thành viên sáng lập và có ảnh hưởng nhất là Mặt trận Giải phóng Nhân dân Tigray (TPLF), với chủ tịch là Meles Zenawi, Thủ tướng FDRE cho đến khi ông qua đời vào năm 2012. Hailemariam Dessalegn, một người dân tộc Wolayta từ Phong trào Dân chủ Nhân dân Nam Ethiopia (SEPDM) trở thành thủ tướng.
TPLF từng là một phần của liên minh cầm quyền Ethiopia cho đến năm 2019 nhưng từ chối sáp nhập vào Đảng Thịnh vượng. Căng thẳng giữa chính phủ và TPLF leo thang trong những tháng trước khi xảy ra tấn công quân sự của Tigray. Thủ tướng Abiy Ahmed, người gốc Oromo - Amhara, đã cáo buộc các Thành viên Đảng TPLF trong chính quyền Khu vực Tigray phá hoại quyền lực của ông. Ngược lại, chính quyền Tigray đã từ chối công nhận cuộc bầu cử tháng 9 năm 2020 vì nghị viện Tigray cùng với tất cả các cuộc bầu cử ở Ethiopia, đã bị chính phủ liên bang và hội đồng bầu cử trì hoãn cho đến khi đại dịch COVID-19 ở Ethiopia kết thúc, và đây là lý do bùng nổ xung đột. Chính phủ của Abiy Ahmed coi cuộc bầu cử ở Tigray vào tháng 9 là bất hợp pháp. Sự ấm lên của quan hệ giữa Abiy Ahmed và Tổng thống Eritrean Isaias Afwerki, người bị coi là kém cỏi ở Tigray, cũng được coi là nguyên nhân thúc đẩy căng thẳng.
Một ngày trước khi TPLF bị cáo buộc tấn công một trại quân sự, quốc hội liên bang Ethiopia đã đề nghị chỉ định TPLF là một tổ chức khủng bố. Khi căng thẳng tiếp tục gia tăng, một vị tướng do Ahmed bổ nhiệm đã bị chính phủ Tigray ngăn cản việc đảm nhiệm chức vụ quân sự của ông.

### Diễn văn thù hận trên mạng
Trong giai đoạn 2019–2020, các bài đăng khuyến khích bạo lực sắc tộc trên Facebook thống trị Internet ở Ethiopia đóng một vai trò quan trọng cho các sự việc nghiêm trọng. Một bài đăng trên Facebook vào tháng 10 năm 2019 đã gián tiếp dẫn đến cái chết của 70 người ở Ethiopia. Vào giữa năm 2020, căng thẳng sắc tộc ở Ethiopia được khuếch đại bởi diễn văn thù hận trực tuyến trên Facebook sau vụ ám sát Hachalu Hundessa vào ngày 29 tháng 6. Bạo loạn Hachalu Hundessa bùng nổ, trong đó đám đông "treo cổ, chặt đầu và xé xác nạn nhân", đã diễn ra với "sự chia sẻ nhanh chóng và rộng rãi những lời nói căm thù và kích động bạo lực trên Facebook, khiến mọi người phẫn nộ", theo David Gilbert viết cho tạp chí Vice. Mọi người "kêu gọi diệt chủng và tấn công chống lại các nhóm tôn giáo hoặc dân tộc" và "công khai đăng các bức ảnh về những ô tô, tòa nhà, trường học và ngôi nhà bị cháy rụi", theo Network Against Hate Speech - một nhóm công dân Ethiopia. Berhan Taye của Access Now cho biết ở Ethiopia, bạo lực nhanh chóng dẫn đến "những lời kêu gọi tấn công sắc tộc, phân biệt đối xử và phá hủy tài sản" lan truyền trên mạng. Ông tuyên bố, "Facebook đã không giúp tránh tuyên truyền sự căm ghét và phân cực ở một quốc gia, tác động nguy hại đến những chuyện bạo lực và mức độ của chúng."

### Bối cảnh hiến pháp
Hiến pháp năm 1995 của Ethiopia quy định tại Điều 39, Khoản 1, "Mọi quốc gia, dân tộc và người dân ở Ethiopia có quyền tự quyết vô điều kiện, bao gồm cả quyền ly khai."
Theo Điều 62, Khoản 9 thì Thượng viện liên bang có quyền "ra lệnh cho [chính phủ] Liên bang can thiệp nếu bất kỳ chính phủ tiểu bang nào vi phạm [ Hiến pháp ], gây nguy hiểm cho trật tự hiến pháp."
Vào cuối tháng 9 năm 2020, TPLF tuyên bố rằng giới hạn nhiệm kỳ (theo hiến pháp của Hạ viện liên bang) của Hạ viện liên bang, Thủ tướng và Hội đồng Bộ trưởng là ngày 5 tháng 10 năm 2020 và vì lý do này, họ sẽ xem xét "người đương nhiệm" bất hợp pháp sau ngày 5 tháng 10. TPLF đã đề xuất thay thế chính phủ bằng một chính phủ quan tâm kỹ trị như được nêu chi tiết trong một kế hoạch được đăng trên Facebook bởi Liên minh các lực lượng liên bang Ethiopia.

## Diễn biến
Vào ngày 4 tháng 11 năm 2020, các binh sĩ Mặt trận Giải phóng Nhân dân Tigray (TPLF) và Lực lượng Phòng vệ Quốc gia Ethiopia (ENDF) đã xung đột trong một cuộc tấn công ở căn cứ của Ethiopia ở Mekelle. Để trả đũa, một cuộc tấn công của chính phủ Ethiopia đã được thực hiện kèm theo việc tuyên bố tình trạng khẩn cấp và ngừng hoạt động của các dịch vụ chính phủ trong khu vực. Trong những ngày sau đó, các cuộc giao tranh vẫn tiếp diễn và quốc hội Ethiopia thành lập chính phủ lâm thời cho Tigray. Các cuộc tấn công của Ethiopia ở phía bắc kèm theo các cuộc không kích, một số thị trấn và thành phố đã bị chiếm lại. Vào ngày 14 tháng 11 năm 2020, lực lượng Tigray đã phóng tên lửa vào thủ đô Asmara của Eritrea với mục đích lôi kéo các nước khác vào cuộc xung đột, nhưng tên lửa đã bắn trượt. Đến ngày 18 tháng 11, thủ tướng Ethiopia tuyên bố rằng họ đã chiếm được các thành phố Shire và Axum sau các trận đánh diễn ra xung quanh Mekelle, các lực lượng Ethiopia tuyên bố đã chiếm một số vùng đất phía nam thành phố. Vào ngày 23 tháng 11, chính phủ ra tối hậu thư cho quân nổi dậy 72 giờ phải đầu hàng.

Bản đồ xung đột Tigray.

Sáng ngày 4 tháng 11 năm 2020, lực lượng an ninh khu vực Tigray, trung thành với Mặt trận Giải phóng Nhân dân Tigray (TPLF) cầm quyền đã tiến hành một cuộc tấn công bất ngờ vào trụ sở Bộ chỉ huy phía Bắc của Lực lượng Phòng vệ Quốc gia Ethiopia (ENDF) ở Mekelle, thủ phủ của vùng Tigray. Một thành viên cấp cao của ủy ban trung ương TPLF, Sekoutoure Getachew, xác nhận rằng một "cuộc tấn công phủ đầu" đã được thực hiện để "tự vệ". Trong cuộc tấn công, một số người đã thiệt mạng, nhiều tài sản bị phá hủy, nhiều người khác bị thương, và theo chính phủ Ethiopia, căn cứ đã bị cướp phá bởi lính mang vũ khí hạng nhẹ và hạng nặng.
Sau đó, Abiy Ahmed, Thủ tướng Ethiopia, tuyên bố rằng một cuộc tấn công quân sự sẽ được phát động để khôi phục luật pháp và quyền lực của chính quyền trung ương. Tình trạng khẩn cấp trong khu vực đã được ban bố trong 6 tháng sau cuộc tấn công này. Các dịch vụ điện, điện thoại và internet ở Tigray đã bị chính quyền Liên bang đóng cửa, mặc dù có tuyên bố rằng chính TPLF đã đóng cửa chúng. Cơ quan quản lý khu vực Tigray đe dọa sẽ trả đũa bất kỳ hình thức tấn công nào, họ cấm tất cả hoạt động vận chuyển, bao gồm cả các chuyến bay.
Sau khi các dịch vụ điện thoại và internet ở Tigray ngừng hoạt động, Tổ chức Ân xá Quốc tế kêu gọi chính quyền Ethiopia nhanh chóng khôi phục thông tin liên lạc để tôn trọng các quyền của người dân về quyền tự do ngôn luận. LHQ cũng kêu gọi giảm leo thang khẩn cấp xung đột đang gia tăng trong khu vực.

## Phản ứng

### Quốc gia
- Mặt trận Giải phóng Quốc gia Ogaden (ONLF) đã lên án "quyết định của Tổng thống Mustafe miêu tả người Somalia ở Ethiopia là những người ủng hộ cuộc chiến chống lại Tigray".[61]
- Vào ngày 12 tháng 11 năm 2020, chủ tịch TPLF Debretsion Gebremichael đã phủ nhận những cáo buộc rằng TPLF đã đầu hàng, nói rằng "chúng tôi vẫn đang đứng vững. Những người này không thể đánh bại chúng tôi. Chúng tôi không thể bị đánh bại."[62]
- Vào ngày 27 tháng 11, Bộ trưởng Bộ Tư pháp Ethiopia là Gedion Timothewos bị Stephen Sackur của BBC thúc giục làm rõ liệu đất nước của ông có "đang chìm trong nội chiến" hay không, Gedion Timothewos đã trả lời: "Nếu Thủ tướng tiếp tục để TPLF tự do làm điều họ đã và đang làm, và nếu ông để họ có được vũ khí hạng nặng mà họ muốn để dùng tấn công Bộ chỉ huy phía Bắc, phải, vậy thì chúng tôi sẽ rơi vào tình huống đó; nhưng bằng các biện pháp chúng tôi đang thực hiện lúc này, chúng tôi nhất định ngăn chặn khả năng đó."[63]

### Quốc tế
- Liên hợp quốc (LHQ) cảnh báo về sự xuất hiện của một cuộc khủng hoảng nhân đạo lớn, nếu một cuộc xung đột toàn diện phát sinh.[64]
- Liên minh châu Phi (AU) đã kêu gọi chấm dứt các hành động thù địch và bảo vệ dân thường.[65]
- Bộ trưởng Ngoại giao Canada François-Philippe Champagne kêu gọi tất cả các bên thể hiện sự kiềm chế. Champagne cũng kêu gọi một giải pháp hòa bình và bảo vệ dân thường[66]
- Tổng thống Djiboutian Ismaïl Omar Guelleh bày tỏ sự ủng hộ mạnh mẽ đối với Abiy, nói rằng ông đã chọn "khôi phục luật pháp và trật tự ở cấp liên bang, đồng thời trừng phạt những kẻ tìm cách ly khai đất nước" và bác bỏ triển vọng đàm phán, nói rằng TPLF đã " đã làm những việc mang mục đích khiến chính quyền trung ương phải quỳ gối "và rằng các cuộc đàm phán " chỉ có thể dẫn đến sự phân chia của Ethiopia ", vì chúng sẽ đặt ra một tiền lệ mà theo đó các nhóm khu vực khác có thể khẳng định những tuyên bố ly khai của riêng họ.[67]
- Ngoại trưởng Anh Dominic Raab cho biết ông đã nói chuyện với Abiy và kêu gọi "giảm leo thang xung đột Tigray" và tuyên bố thêm rằng "quyền tiếp cận dân thường và nhân đạo phải được bảo vệ".[68]
- Ngoại trưởng Mỹ Mike Pompeo kêu gọi giảm leo thang xung đột và hành động ngay lập tức để khôi phục hòa bình, đồng thời ông nhấn mạnh tầm quan trọng của việc bảo vệ dân thường.[69] Cố vấn chính sách đối ngoại của Tổng thống đắc cử Mỹ Joe Biden, ông Antony Blinken, đã bày tỏ quan ngại sâu sắc về cuộc khủng hoảng nhân đạo ở Ethiopia, bạo lực sắc tộc và các mối đe dọa đối với hòa bình và an ninh trong khu vực. Ông kêu gọi TPLF bảo vệ dân thường và thực hiện các bước để chấm dứt xung đột.[70]
- Trên toàn thế giới, các tổ chức nhân đạo và cộng đồng khoa học đã nhanh chóng yêu cầu ngừng bắn và viện trợ nhân đạo cho người dân Tigray.[71][72]
- Ủy ban châu Âu cho biết họ đang huy động 4 triệu € ban đầu viện trợ khẩn cấp để hỗ trợ những người tị nạn Ethiopia di tản chạy sang Sudan.[73]
- Cao ủy của LHQ về Nhân quyền, bà Michelle Bachelet đã kêu gọi các bên tham chiến tại của Ethiopia tại vùng Tigray phải đưa ra hướng dẫn rõ ràng đối với các lực lượng vũ trang của họ để thực hiện tất cả các biện pháp phòng ngừa và bảo vệ thường dân khỏi tình trạng thương vong.[74]
- Cao ủy Liên Hợp Quốc về người tị nạn (UNHCR) Filippo Grand đã có chuyến thăm trại Um Raquba, nơi này chính phủ Sudan đang đòi hỏi 150 triệu đô la viện trợ để ứng phó với số lượng tràn ngập người tị nạn chạy trốn Ethiopia vào biên giới Sudan.[75]